# 11e Primetime Emmy Awards
De 11e Primetime Emmy Awards, waarbij prijzen werden uitgereikt in verschillende categorieën voor de beste Amerikaanse televisieprogramma's die in primetime werden uitgezonden tijdens het televisieseizoen 1958-1959, vond plaats op 6 mei 1959.

## Winnaars en nominaties - televisieprogramma's
(De winnaars staan bovenaan in vet lettertype.)

### Dramaserie korter dan een uur
(Best Dramatic Series - Less Than One Hour)
- Alcoa Theatre
  - Alfred Hitchcock Presents
  - General Electric Theater
  - Letter to Loretta
  - Naked City
  - Peter Gunn

### Dramaserie van een uur of langer
(Best Dramatic Series One Hour or Longer)
- Playhouse 90

### Komische serie
(Best Comedy Series)
- The Jack Benny Program
  - The Bob Cummings Show
  - Father Knows Best
  - Make Room for Daddy
  - The Phil Silvers Show
  - The Red Skelton Show

### Western serie
(Best Western Series)
- Maverick
  - Gunsmoke
  - Have Gun - Will Travel
  - The Rifleman
  - Wagon Train

## Winnaars en nominaties - acteurs

### Hoofdrollen

#### Mannelijke hoofdrol in een dramaserie
(Best Actor in a Leading Role - Continuing Character - in a Dramatic Series)
- Raymond Burr als Perry Mason in Perry Mason
  - James Arness als Matt Dillon in Gunsmoke
  - Richard Boone als Paladin in Have Gun - Will Travel
  - James Garner als Bret Maverick in Maverick
  - Craig Stevens als Peter Gunn in Peter Gunn
  - Efrem Zimbalist jr. als Stuart Bailey in 77 Sunset Strip

#### Mannelijke hoofdrol in een komische serie
(Best Actor in a Leading Role - Continuing Character - in a Comedy Series)
- Jack Benny als Jack Benny in The Jack Benny Program
  - Walter Brennan als Grandpa Amos McCoy in The Real McCoys
  - Robert Cummings als Bob Collins in The Bob Cummings Show
  - Phil Silvers als Ernest G. 'Ernie' Bilko in The Phil Silvers Show
  - Danny Thomas als Danny Williams in Make Room for Daddy
  - Robert Young als James 'Jim' Anderson in Father Knows Best

#### Vrouwelijke hoofdrol in een dramaserie
(Best Actress in a Leading Role - Continuing Character - in a Dramatic Series)
- Loretta Young als Loretta Young in Letter to Loretta
  - Phyllis Kirk als Nora Charles in The Thin Man
  - June Lockhart als Ruth Martin in Lassie
  - Jane Wyman als Jane Wyman in Jane Wyman Presents The Fireside Theatre

#### Vrouwelijke hoofdrol in een komische serie
(Best Actress in a Leading Role - Continuing Character - in a Comedy Series)
- Jane Wyatt als Margaret Anderson in Father Knows Best
  - Gracie Allen als Gracie Allen in The George Burns and Gracie Allen Show
  - Spring Byington als Lily Ruskin in December Bride
  - Ida Lupino als Eve Drake in Mr. Adams and Eve
  - Donna Reed als Donna Stone in The Donna Reed Show
  - Ann Sothern als Katy O'Connor in The Ann Sothern Show

### Bijrollen

#### Mannelijke bijrol in een dramaserie
(Best Supporting Actor - Continuing Character - in a Dramatic Series)
- Dennis Weaver als Chester in Gunsmoke
  - Herschel Bernardi als Lieutenant Jacoby in Peter Gunn
  - Johnny Crawford als Mark McCain in The Rifleman
  - William Hopper als Paul Drake in Perry Mason

#### Mannelijke bijrol in een komische serie
(Best Supporting Actor - Continuing Character - in a Comedy Series)
- Tom Poston als zichzelf in The Steve Allen Show
  - Richard Crenna als Luke McCoy in The Real McCoys
  - Paul Ford als Col. John T. Hall in The Phil Silvers Show
  - Maurice Gosfield als Duane Doberman in The Phil Silvers Show
  - Billy Gray als James 'Bud' Anderson Jr. in Father Knows Best
  - Harry Morgan als Pete Porter in December Bride

#### Vrouwelijke bijrol in een dramaserie
(Best Supporting Actress - Continuing Character - in a Dramatic Series)
- Barbara Hale als Della Street in Perry Mason
  - Lola Albright als Edie Hart in Peter Gunn
  - Amanda Blake als Kitty in Gunsmoke
  - Hope Emerson als Mother in Peter Gunn

#### Vrouwelijke bijrol in een komische serie
(Best Supporting Actress - Continuing Character - in a Comedy Series)
- Ann B. Davis als Charmaine Schultz in The Bob Cummings Show
  - Rosemary DeCamp als Margaret MacDonald in The Bob Cummings Show
  - Elinor Donahue als Betty Anderson in Father Knows Best
  - Verna Felton als Hilda Crocker in December Bride
  - Kathleen Nolan als Kate McCoy in The Real McCoys
  - Zasu Pitts als Elvira Nugent in The Gale Storm Show